# 南螳属
南螳属（学名：Notomantis）为螳科的一个属。

## 下属物种
本属包括以下物种：
- 荹氏南螳 Notomantis brunneriana Saussure, 1871
- 黄绿南螳 Notomantis chlorophana Tindale, 1923